# Zentralausschuss der deutschen Landwirtschaft
Der Zentralausschuss der Deutschen Landwirtschaft (ZDL) ist eine 1949 gegründete gemeinsame Einrichtung von vier Spitzenverbänden der deutschen Agrarwirtschaft, über den sie Interessen koordinieren und teilweise gemeinsam wahrnehmen, so zum Beispiel vormals im Verwaltungsrat des Absatzförderungsfonds der deutschen Land- und Ernährungswirtschaft oder in der Normenkommission für Einzelfuttermittel.
Mitglieder sind:
- Deutscher Bauernverband e. V.
- Deutsche Landwirtschafts-Gesellschaft e. V.
- Deutscher Raiffeisenverband e. V.
- Verband der Landwirtschaftskammern e. V.

Aufgaben sind die Abstimmung der Meinungsbildung in Grundsatzfragen des gesamten landwirtschaftlichen Berufsstandes sowie die Wahrnehmung des Benennungs- bzw. Vorschlagsrechts für Gremien zentraler landwirtschaftlicher Einrichtungen.